# William Schuman
William Howard Schuman, född 4 augusti 1910 i New York, död 15 februari 1992 i New York, var en amerikansk tonsättare och konstnärlig administratör.
Schuman tilldelades Pulitzerpriset 1943 för sin Cantata No. 2. A Free Song, byggd på dikter av Walt Whitman. Mellan 1935 och 1945, undervisade han i komposition vid Sarah Lawrence College. 1945 utnämndes han till rektor för den berömda Juilliard School, och grundade Juilliard String Quartet under sin tid där. Han slutade 1961 för att efterträda John D. Rockefeller III som ordförande vid Lincoln Center, något som han fortsatte med till 1969. 1985 tilldelades han Special Pulitzer Prize med motiveringen "more the than half a century of contribution to American music as composer and educational leader". Vidare fick han the National Medal of Arts 1987.

## Kompositioner

### Operor
- The Mighty Casey (1953, baserad på  "Casey at the Bat" av Ernest Thayer)
- A Question of Taste (1989, efter en berättelse av Roald Dahl)

### Baletter
- Undertow (1945, skriven för Antony Tudor)
- Night Journey (1947, skriven för Martha Graham)
- Judith (1949, skriven för Martha Graham)
- Voyage for a Theatre (1953, skriven för Martha Graham; indragen)
- The Witch of Endor (1965, skriven för Martha Graham; indragen)

### Orkesterverk
- Symfonier
  - Symfoni nr.1 (1935; indragen)
  - Symfoni nr.2 (1937; indragen)
  - Symfoni nr.3 (1941)
  - Symfoni nr.4 (1941)
  - Symfoni för stråkar (Symfoni nr.5) (1943)
  - Symfoni nr.6 (1948)
  - Symfoni nr.7 (1960)
  - Symfoni nr.8 (1962)
  - Symfoni nr.9  Le fosse Ardeatine (1968)
  - Symfoni nr.10 American Muse (1976)
- American Festival Overture (1939)
- Prayer in Time of War, urspr. titel Prayer 1943 (1943)
- Circus Overture (1944)
- Credendum (1955, beställda av Unesco)
- New England Triptych (1956, baserad på melodier av William Billings)
- The Orchestra Song (1963)
- In Praise of Shahn (1969)
- Amaryllis, Variants for Strings on an Old English Round (1976)
- American Hymn (1980)
- Showcase: A Short Display for Orchestra (1986)

### Konserter
- Pianokonsert (1938; publicerad men indragen)
- Pianokonsert (1942; tredje satsen innehåller material från pianokonserten fr. 1938)
- Violinkonsert (1947; 1:a rev., 1954; 2:a rev. 1957–58)
- A Song of Orpheus, för cello och orkester (1962)
- To Thee Old Cause, för oboe och orkester (1968)
- Concerto on Old English Rounds, för viola, damkör och orkester (1973)
- Three Colloquies, för horn och orkester (1979)

### Vokal och körverk
- Prelude for Voices (1939, text av Thomas Wolfe)
- This Is Our Time (Secular Cantata no.1) (1939, text av Genevieve Taggard)
- Holiday Song (1942, text av Genevieve Taggard)
- A Free Song (Secular Cantata no.2) (1942, text av Walt Whitman)
- Orpheus with His Lute (1944, text av William Shakespeare)
- Five Rounds on Famous Words (1956/69)
- Carols of Death (1958, text av Walt Whitman)
- Mail Order Madrigals (1972, texter ur 1897 års Sears Roebuck-katalog)
- The Young Dead Soldiers (1975, text av Archibald MacLeish)
- Casey at the Bat (kantat; rev. av operan The Mighty Casey)
- Time to the Old (1980, text av Archibald MacLeish)
- Perceptions (1982, text av Walt Whitman)
- Esses (1982)
- On Freedom's Ground (1985, text av Richard Wilbur)

### Kammarmusik
- Stråkkvartett nr.1 (1935; indragen)
- Stråkkvartett nr.2 (1937)
- Stråkkvartett nr.3 (1939)
- Three Score Set för piano (1943)
- Stråkkvartett nr.4 (1950)
- Voyage: a cycle of 5 pieces for piano (1953)
- Three Piano Moods (1958)
- Amaryllis: Variationer för stråktrio (1964)
- In Sweet Music, Serenade on a setting of Shakespeare for flute, viola, voice and harp (1978)
- American Hymn, för brasskvintett (1980)
- Dances, för blåskvintett och slagverk (1985)
- Stråkkvartett nr.5 (1987)
- Chester: Variations for piano (1988)

## Webbkällor
- på Youtube
- The William Schuman Music Trust
- William Schuman's page at Theodore Presser Company
- William Schuman page at G. Schirmer/Associated Music Publishers
- William Schuman papers in the Music Division of